# Декен, Жозеф
Жозеф Декен (фр. Joseph Decaisne; 7 марта 1807 — 8 февраля 1882) — французский ботаник.

## Биография
Родившийся в Брюсселе, в то время, когда Бельгия была под французским господством, Жозеф Декен осуществил свою деятельность исключительно в Париже.
В 1847 году он был избран членом Французской академии наук. В 1865 году Жозеф Декен стал президентом Французской академии наук. В 1854 году он принимал участие в создании Ботанического общества Франции. 13 декабря 1877 года Жозеф Декен стал иностранным членом Лондонского королевского общества. Иностранный член-корреспондент Петербургской академии наук (1876).
Жозеф Декен умер 8 февраля 1882 года в Париже.

## Научная деятельность
Жозеф Декен специализировался на папоротниковидных, водорослях и семенных растениях.

## Почести
В честь Ж. Декена названы:
- Сорт сирени селекции Виктора Лемуана.
- Род Decaisnea из семейства Lardizabalaceae.

## Основные публикации
- Maison rustique du XIX siècle. Encyclopédie d’horticulture pratique, cours de jardinage, rédigé sous la direction de M. Decaisne (1836).
- Recherches anatomiques et physiologiques sur la garance, sur le développement de la matière colorante dans cette plante, sur sa culture et sa préparation, suivies de l’examen botanique du genre Rubia et de ses espèces (1837).
- Histoire de la maladie des pommes de terre en 1845 (1846).
- Flore élémentaire des jardins et des champs, accompagnée de clefs analytiques et d’un vocabulaire des termes techniques, par Emmanuel Le Maout et J. Decaisne (2 volumes, 1855).
- Le Jardin fruitier du Muséum, ou Iconographie de toutes les espèces et variétés d’arbres fruitiers cultivés dans cet établissement avec leur description, leur histoire, leur synonymie (9 volumes, 1858—1875)[5][6][7][8][9][10][11].
- Manuel de l’amateur des jardins, traité général d’horticulture, par MM. Jh Decaisne, Ch. Naudin (4 volumes, 1862—1871).
- Voyage autour du monde sur la frégate La Vénus commandée par Abel Du Petit-Thouars (1864)[12].
- Traité général de botanique descriptive et analytique, par MM. Emm. Le Maout, Jh Decaisne, ouvrage contenant 5500 figures dessinées par MM. L. Steinheil et A. Riocreux (1868).